# John Arthur (bokser)
John Duncan Arthur (ur. 29 sierpnia 1929 w Springs, zm. 19 maja 2005 w White River) – południowoafrykański bokser, brązowy medalista letnich igrzysk olimpijskich w Londynie w kategorii ciężkiej.
W latach 1949–1956 stoczył 41 walk zawodowych. Pierwszą zawodową walkę stoczył 12 maja 1949 roku. Jego przeciwnikiem był James J. Britt. Walkę wygrał na skutek technicznego nokautu w 3 rundzie. W tym samym roku stoczył jeszcze 4 walki, które wygrał. W 1950 roku stoczył 4 zwycięskie walki. Pierwszej porażki doznał 1 grudnia 1951. Przegrał przez nokaut w 3 rundzie z Jo Weidinem. Rok później stoczył wygraną walkę z Noelem Reedem. Rok 1952 zakończył porażką z Johnny Williamsem. W 1953 roku trzykrotnie pokonał Louwa Strydoma. W 1954 roku stoczył 1 wygraną i 1 przegraną walkę. W 1955 roku stoczył 6 walk, z których 5 wygrał. Rok 1956 rozpoczął od 3 kolejnych porażek, po których wygrał 2 kolejne walki. Ostatnia walkę w karierze stoczył 11 maja 1957 roku z Buddym Walkerem. Walka zakończyła się jego zwycięstwem po 3 rundach.